# 2009 w literaturze
Wydarzenia literackie w 2009 roku.

## Wydarzenia

### Polska
- Od 21 do 24 maja w Pałacu Kultury i Nauki w Warszawie odbyły się 54. Międzynarodowe Targi Książki. W tym roku gościem honorowym targów była Rada Europy[1].
- Powstało wydawnictwo Czerwone i Czarne.

## Proza beletrystyczna i literatura faktu

### Język polski

#### Pierwsze wydania
- Joanna Bator – Piaskowa Góra (Wydawnictwo W.A.B.)[2]
- Miron Białoszewski – Chamowo (Wydawnictwo W.A.B.)
- Szymon Bogacz – Koło kwintowe (Wydawnictwo W.A.B.)[3]
- Olgierd Budrewicz – Z Polską w sercu (Świat Książki)
- Anna Brzezińska – Letni deszcz. Sztylet (Runa)
- Marcin Ciszewski – www.1944.waw.pl (SOL)
- Jakub Ćwiek – Ofensywa szulerów (Runa)
- Eugeniusz Dębski – Ostatnia przygoda (Fabryka Słów)
- Marek Edelman – I była miłość w getcie (Świat Książki)
- Zbigniew Górniak – Siostra i byk (W.A.B.)
- Maciej Guzek – Trzeci Świat (Runa)
- Barbara Kaczyńska – Złowrogi sześcian (Sa Dragonera)
- Anna Kańtoch – Przedksiężycowi, tom 1 (Fabryka Słów)
- Mariusz Kaszyński – Martwe światło (Runa)
- Aleksandra Klich – Cały ten Kutz: Biografia niepokorna (Znak)
- Katarzyna Kobylarczyk – Baśnie z bloku cudów: reportaże nowohuckie (Wydawnictwo Jagiellonia)[4]
- Krzysztof Kochański – Drzwi do piekła (Runa)
- Rafał Kosik
  - Felix, Net i Nika oraz Orbitalny Spisek 2: Mała Armia (Powergraph)
  - Felix, Net i Nika oraz Trzecia Kuzynka (Powergraph)
- Maja Lidia Kossakowska – Zbieracz burz, tom 1 (Fabryka Słów)
- Antonina Kozłowska – Czerwony rower (Wydawnictwo Otwarte)
- Marek Krajewski i Mariusz Czubaj – Róże cmentarne (W.A.B.)
- Stanisław Lem
  - Człowiek z Marsa. Opowiadania młodzieńcze. Wiersze (Agora SA)
  - Sknocony kryminał (Agora SA)
- Konrad T. Lewandowski – Bursztynowe Królestwo (Wydawnictwo Dolnośląskie)
- Antoni Libera – Godot i jego cień (Znak)
- Ewa Lipska – Sefer (Wydawnictwo Literackie)
- Waldemar Łysiak – 4 czyli operacja Sandbox
- Andrzej Maleszka – Magiczne drzewo. Czerwone krzesło (Znak)
- Anna Milewska – Życie z Zawadą (Łośgraf)
- Sławomir Młynarczyk – Berber (Zysk i S-ka
- Mirosław Nahacz – Niezwykłe przygody Roberta Robura (Prószyński i S-ka)
- Marek Nowakowski – Syjoniści do Syjamu. Zapiski z lat 1967–1968 (Świat Książki)
- Anna Onichimowska – Trzecie oko (W.A.B.)
- Marek Oramus – Kankan na wulkanie (Prószyński i S-ka)
- Łukasz Orbitowski – Święty Wrocław (Wydawnictwo Literackie)
- Rafał W. Orkan – Głową w mur (Fabryka Słów)
- Łukasz Ossoliński – Rzecz o hetmanie Wyhowskim (Prószyński i S-ka)
- Ewa Maria Ostrowska
  - Abonent chwilowo niedostępny (Wydawnictwo Skrzat)[5]
  - Bez wybaczenia (Wydawnictwo Skrzat)[6]
- Jacek Pałkiewicz – Amazonka: Zagadka źródła królowej rzek (Zysk i S-ka)
- Piotr Paziński – Pensjonat (Wydawnictwo Nisza)
- Tomasz Piątek – Morderstwo w La Scali (W.A.B.)
- Jacek Piekara – Charakternik (Fabryka Słów)
- Andrzej Pilipiuk – Oko Jelenia: Pan Wilków (Fabryka Słów)
- Katarzyna Pisarzewska – Koncert Łgarzy (Świat Książki)
- Krzysztof Piskorski – Zadra, tom 2 (Runa)
- Michał Protasiuk – Struktura (Wydawnictwo Dolnośląskie)
- Adam Przechrzta – Chorągiew Michała Archanioła (Fabryka Słów)
- Marcin Przybyłek – Gamedec. Zabaweczki. Sztorm (SuperNOWA)
- Eustachy Rylski – Po śniadaniu (Świat Książki)
- Magdalena Salik – Gildia Hordów. Doliny mroku, tom 1 (Runa)
- Hanna Samson – Flesz. Zbiorowy akt popświadomości
- Andrzej Sapkowski – Żmija (SuperNOWA)
- Andrzej Stasiuk – Taksim (Wydawnictwo Czarne)
- Olga Tokarczuk – Prowadź swój pług przez kości umarłych (Wydawnictwo Literackie)
- Robert M. Wegner – Opowieści z meekhańskiego pogranicza. Północ – Południe. (Powergraph)
- Wiesław Waszkiewicz – Much i Dateria (SuperNOWA)
- Monika Witkowska – Kurs na Horn: Dziennik z rejsu (Prószyński i S-ka)
- Adam Zalewski – Rowerzysta (Grasshopper)
- Dariusz Żukowski – Miłość morderców (Znak)

#### Tłumaczenia
- Inio Asano – Solanin (ソラニン) – Tom 1
- Rachel Caine
  - Przeklęty dom (Glass Houses)
  - Bal umarłych dziewczyn (The Dead Girls' Dance)
  - Nocna aleja (Midnight Alley)
  - Maskarada szaleńców (Feast of Fools)
- Jaroslav Hašek – Losy dobrego żołnierza Szwejka czasu wojny światowej, przeł. Antoni Kroh
- Bohumil Hrabal – Balony mogą wzlecieć (Balony mohou vzlétnout)
- Jiří Kratochvil – Leż, bestio! (Lehni, bestie, przeł. Jan Stachowski)
- Zoran Krušvar – Wykonawcy Bożego Zamysłu (Izvrsitelje nauma Gospodnjeg, przeł. Agnieszka Żuchowska-Arent)
- Sándor Márai – Pokój na Itace (Béke Ithakabán, przeł. Irena Makarewicz)
- Stephenie Meyer – Przed świtem (Breaking Dawn)
- Vladimir Nabokov – Ada albo Żar (Ada or Ardor: A Family Chronicle, przeł. Leszek Engelking)
- Mari Okazaki – Suppli (サプリ) – Tom 7 i 8
- Natsume Ono – Ristorante Paradiso (リストランテ・パラディーゾ)
- Ota Pavel – Bajka o Raszku (Pohádka o Raškovi)
- Jeff VanderMeer – Podziemia Veniss (Veniss Underground)
- Carlos Ruiz Zafón – Marina, przeł. Katarzyna Okrasko i Carlos Marrodán Casas
- Micheal Grant – GONE: Zniknęli, przeł. Jacek Drewnowski – Tom 1
- Yōko Tawada – Fruwająca dusza, przeł. Barbara Słomka (Hikon)[7]

### Pozostałe języki
- Cecelia Ahern – Pamiętnik z przyszłości (The Book of Tomorrow)
- Mitch Albom – Miej trochę wiary (Have a Little Faith)
- Yeniva Fernández – Pułapki dla nierozważnych (Trampas para incautos)
- Ludovic Hubler – Le monde en stop
- Sophie Kinsella – Miłość w stylu retro (Twenties girl)[8]
- Vladimir Nabokov – Oryginał Laury (The Original of Laura)
- Mari Okazaki – Suppli (サプリ) – Tom 8 i 9
- Jáchym Topol – Przez zimny kraj (Chladnou zemi)

## Dramaty

### Język polski

#### Pierwsze wydania
- Tadeusz Słobodzianek – Nasza klasa

## Poezja

### Język polski

#### Pierwsze wydania
- Juliusz Erazm Bolek – Sens-or
- Maria Cyranowicz – den.presja
- Maria Cyranowicz, Joanna Mueller, Justyna Radczyńska (red.) – Solistki. Antologia poezji kobiet (1989 – 2009)
- Mariusz Grzebalski – Niepiosenki („Biuro Literackie”)
- Jerzy Jarniewicz – Makijaż („Biuro Literackie”)
- Ryszard Krynicki – Wiersze wybrane (a5)
- Małgorzata Lebda – Tropy (Zeszyty Poetyckie)
- Joanna Lech – Zapaść (Oddział Łódzki Stowarzyszenia Pisarzy Polskich)
- Piotr Matywiecki
  - Powietrze i czerń (Wydawnictwo Literackie)
  - Zdarte okładki („Biuro Literackie”)
- Jan Polkowski – Cantus (a5)
- Piotr Sommer – Rano na ziemi (WBPiCAK)
- Andrzej Szuba – Strzępy wybrane (Miniatura)
- Wisława Szymborska – Tutaj (Znak)
- Marcin Świetlicki – Niskie pobudki (EMG)
- Adam Zagajewski – Niewidzialna ręka (Znak)

#### Tłumaczenia
- Ostap Sływynski – Ruchomy ogień, przeł. Bohdan Zadura („Biuro Literackie”)
- William Carlos Williams – Spóźniony śpiewak, wybór i przekład Julia Hartwig („Biuro Literackie”)

#### Antologie dzieł tłumaczonych
- Grzegorz Łatuszyński – Słowa, które nie śpią. Antologia poezji czarnogórskiej XX wieku (Oficyna Wydawnicza „Agawa”)

### Pozostałe języki
- Karol Chmel – Chiaroscuro. Poznámky, opisy, palimpsesty (Chiaroscuro. Zapiski, opisy, palimpsesty, Ivanka pri Dunaji, F.R.&G.)

## Prace naukowe i biografie

### Język polski
- Anna Czabanowska-Wróbel – Złotnik i śpiewak. Poezja Leopolada Staffa i Bolesława Leśmiana w kręgu modernizmu (Universitas)[9]
- Ilona Gwóźdź-Szewczenko – Futuryzm w czeskim pejzażu literackim (Wydawnictwo Uniwersytetu Wrocławskiego)
- Hanna Ratuszna – „Błysk obrazu” – z zagadnień krótkich form narracyjnych w literaturze Młodej Polski (Wydawnictwo Naukowe Uniwersytetu Mikołaja Kopernika)[10]
- Marcin Telicki – Poetycka antropologia Julii Hartwig (Wydawnictwo Poznańskie)
- Wokół reportażu podróżniczego. Tom 3. Lucjan Wolanowski (1920-2006). Studia – szkice – materiały (pod red. Dariusza Rotta i Mariusza Kubika) (Wydawnictwo Uniwersytetu Śląskiego)[11]

## Zmarli
- 1 stycznia – Johannes Mario Simmel, austriacki pisarz (ur. 1924)
- 2 stycznia – Inger Christensen, duńska pisarka, poetka i eseistka (ur. 1935)
- 3 stycznia – Wincenty Różański, polski poeta (ur. 1938)
- 8 stycznia – Ziemowit Fedecki, polski pisarz i tłumacz literatury pięknej (ur. 1923)
- 11 stycznia – Milan Rúfus, słowacki poeta (ur. 1928)
- 12 stycznia
  - Alija Dukanović, chorwacki krytyk literacki i tłumacz literatury pięknej, mieszkający w Polsce (ur. 1926)
  - Joanna Guze, polska tłumaczka (ur. 1917)
- 13 stycznia – Hortense Calisher, amerykańska pisarka (ur. 1911)
- 18 stycznia – Grigore Vieru, mołdawski poeta (ur. 1935)
- 23 stycznia – Adam Nasielski, polski pisarz i kryminolog (ur. 1911)
- 27 stycznia – John Updike, amerykański pisarz, poeta, nowelista (ur. 1932)
- 3 lutego – Pawło Zahrebelny, ukraiński pisarz (ur. 1924)
- 4 lutego – Witold Zalewski, polski pisarz, publicysta, scenarzysta, reportażysta (ur. 1921)
- 10 lutego – Jan Błoński, polski historyk literatury, krytyk literacki, eseista, tłumacz (ur. 1931)
- 11 lutego – Witold Filler, polski pisarz, satyryk (ur. 1931)
- 18 lutego – At-Tajjib Salih, sudański pisarz (ur. 1929)
- 19 lutego – Stefan Szymutko, polski eseista, historyk literatury XX w. (ur. 1958)
- 25 lutego – Philip José Farmer, amerykański pisarz science fiction i fantasy (ur. 1918)
- 3 marca – Kazimierz Hoffman, polski poeta i wieloletni dziennikarz (ur. 1928)
- 25 marca – Andrzej Trepka, polski pisarz s-f (ur. 1923)
- 13 kwietnia – Stefan Brecht, amerykański poeta niemieckiego pochodzenia (ur. 1924)
- 14 kwietnia – Maurice Druon, francuski pisarz (ur. 1918)
- 15 kwietnia – Giano Accame, włoski pisarz (ur. 1928)
- 17 kwietnia – Wiktor Paskow, bułgarski pisarz, dramaturg (ur. 1949)
- 19 kwietnia – J.G. Ballard, brytyjski pisarz, nowelista, eseista (ur. 1930)
- 23 kwietnia – Józef Szczawiński, polski poeta (ur. 1924)
- 24 kwietnia – Florian Nieuważny, polski eseista, badacz literatury rosyjskiej i ukraińskiej (ur. 1929)
- 25 kwietnia – Jadwiga Żylińska, polska pisarka (ur. 1910)
- 26 kwietnia – Maria Dernałowicz, polska historyk literatury, badaczka i edytorka twórczości Adama Mickiewicza (ur. 1928)
- 28 kwietnia – U.A. Fanthorpe, brytyjska poetka (ur. 1929)
- 17 maja – Mario Benedetti, urugwajski pisarz, poeta (ur. 1920)
- 21 maja – Nazar Honczar, ukraiński poeta (ur. 1964)
- 31 maja – Kamala Das Suraiya, indyjska poetka i pisarka (ur. 1934)
- 2 czerwca – David Eddings, amerykański pisarz fantasy (ur. 1931)
- 8 czerwca – Harold Norse, amerykański poeta i pisarz (ur. 1916)
- 11 czerwca – Gieorgij Wajner, rosyjski pisarz (ur. 1938)
- 4 lipca – Marta Tomaszewska, polska pisarka dla dzieci i młodzieży (ur. 1933)
- 6 lipca – Wasilij P. Aksionow, rosyjski prozaik i autor opowiadań (ur. 1932)
- 17 lipca – Leszek Kołakowski, polski filozof i literat (ur. 1927)
- 19 lipca – Frank McCourt, amerykański pisarz (ur. 1930)
- 25 lipca – Stanley Middleton, angielski pisarz (ur. 1919)
- 6 sierpnia – W.S. Rendra, indonezyjski dramaturg i poeta (ur. 1935)
- 10 sierpnia – Josef Burg, ukraiński pisarz żydowskiego pochodzenia (ur. 1912)
- 27 sierpnia – Siergiej Michałkow, rosyjski poeta i bajkopisarz (ur. 1913)
- 4 września – Keith Waterhouse, brytyjski pisarz (ur. 1929)
- 11 września – Jim Carroll, amerykański pisarz, poeta, wokalista (ur. 1949)
- 12 września – Aleksander Ziemny, polski poeta, prozaik, reportażysta, tłumacz literatury pięknej (ur. 1924)
- 27 września – William Safire, amerykański dziennikarz i nowelista (ur. 1929)
- 29 września – Anu Kaipainen, fińska powieściopisarka, poetka i scenarzystka (ur. 1933)
- 5 października – Mira Jaworczakowa, polska autorka książek dla dzieci i młodzieży (ur. 1917)
- 6 października – Raymond Federman, amerykański pisarz pochodzenia żydowskiego (ur. 1928)
- 9 października – Jacques Chessex, szwajcarski pisarz (ur. 1934)
- 1 listopada – Alda Merini, włoska poetka, aforystka i pisarka (ur. 1931)
- 3 listopada – Francisco Ayala, hiszpański pisarz, eseista i tłumacz (ur. 1906)
- 6 listopada – Nikos Chadzinikolau, polski pisarz greckiego pochodzenia, poeta, prozaik, tłumacz (ur. 1935)
- 8 listopada – Pierre Bottero, francuski pisarz fantasy (ur. 1964)
- 18 listopada – Anna Kołyszko, polska tłumaczka literatury angielskiej i amerykańskiej (ur. 1953)
- 20 listopada – Kristina Brenk, słoweńska pisarka i tłumaczka (ur. 1911)
- 29 listopada – Robert Holdstock, brytyjski pisarz fantasy (ur. 1948)
- 30 listopada – Milorad Pavić, serbski poeta, prozaik, tłumacz i historyk literatury (ur. 1929)
- 10 grudnia – Dilip Chitre, indyjski poeta (ur. 1938)
- 25 grudnia
  - Tytus Karpowicz, polski pisarz dla dzieci i młodzieży, autor książek o tematyce przyrodniczo-podróżniczej (ur. 1915)
  - Carlo Sgorlon(inne języki), włoski pisarz (ur. 1930)

## Nagrody
- Europejska Nagroda Literacka – Jacek Dukaj za Lód
- Feniks (nagroda SWK) – Leon Knabit
- Gwarancje Kultury TVP Kultura – Dariusz Czaja za Lekcje Ciemności
- International IMPAC Dublin Literary Award – Michael Thomas za	Man Gone Down
- Nagroda Angelus – Josef Škvorecký za powieść Przypadki inżyniera ludzkich dusz
- Nagroda Bookera – Hilary Mantel, W komnatach Wolf Hall (Wolf Hall)
- Nagroda Bursztynowego Motyla im. Arkadego Fiedlera – Kinga Choszcz za Moja Afryka (pośmiertnie)
- Nagroda Cervantesa – José Emilio Pacheco
- Nagroda Franza Kafki – Peter Handke
- Nagroda Goncourtów – Marie NDiaye
- Nagroda im. Jana Długosza – Teresa Chylińska za Karol Szymanowski i jego epoka
- Nagroda Jerozolimska – Haruki Murakami
- Nagroda Juliusza Słowackiego – Dawid Jung, za fragment „Poematu o mówieniu prawdy”[12]
- Nagroda Kościelskich – Tadeusz Dąbrowski
- Nagroda literacka im. Josepha Conrada-Korzeniowskiego – Serhij Żadan
- Nagroda Literacka im. Józefa Mackiewicza – Bronisław Wildstein
- Nagroda Nike – Eugeniusz Tkaczyszyn-Dycki
- Nagroda Nobla – Herta Müller
- Nagroda Pulitzera (literatura) – Elizabeth Strout za Okruchy codzienności
- Nagroda Vilenica – Claudio Magris
- T.S. Eliot Prize – Philip Gross(inne języki) za The Water Table
- Wrocławska Nagroda Poetycka „Silesius”
  - Za całokształt twórczości – Stanisław Barańczak
  - Za książkę roku – Krystyna Miłobędzka (tom Gubione)
  - Za debiut – Dariusz Basiński (tom Motor kupił Duszan)